# Auguste Corti
Auguste Corti (ur. w 1899, zm. ?)) – szwajcarski zapaśnik walczący w stylu wolnym. Olimpijczyk z Paryża 1924, gdzie zajął dziewiąte miejsce w wadze lekkiej.

## Letnie Igrzyska Olimpijskie 1924
| Konkurencja      | Rundy eliminacyjne    | Klas. końcowa |
| Konkurencja      | 1/8                   | Miejsce       |
| ---------------- | --------------------- | ------------- |
| 66 kg styl wolny | Arvo Haavisto (FIN) P | 9.            |